# 溫特菲爾德鎮區 (密歇根州)
溫特菲爾德鎮區（英語：Winterfield Township）是位於美國密歇根州克萊爾縣的一個行政鎮區。

## 地方資料
溫特菲爾德鎮區的面積為94.82平方千米，當中陸地面積為93.37平方千米，而水域面積為1.45平方千米。根據2020年美國人口普查的數據，當地共有人口460人，而人口密度為每平方千米4.85人。